# パキケトゥス
パキケトゥス（パキケタス、学名：Pakicetus）は、約5,300万年前（新生代古第三紀始新世初期ヤプレシアン）の水陸両域に生息していた、四つ足の哺乳動物。現在知られる限りで最古の原始的クジラ類である。
化石はパキスタン北部およびインド西部から発見されている。

## 学名

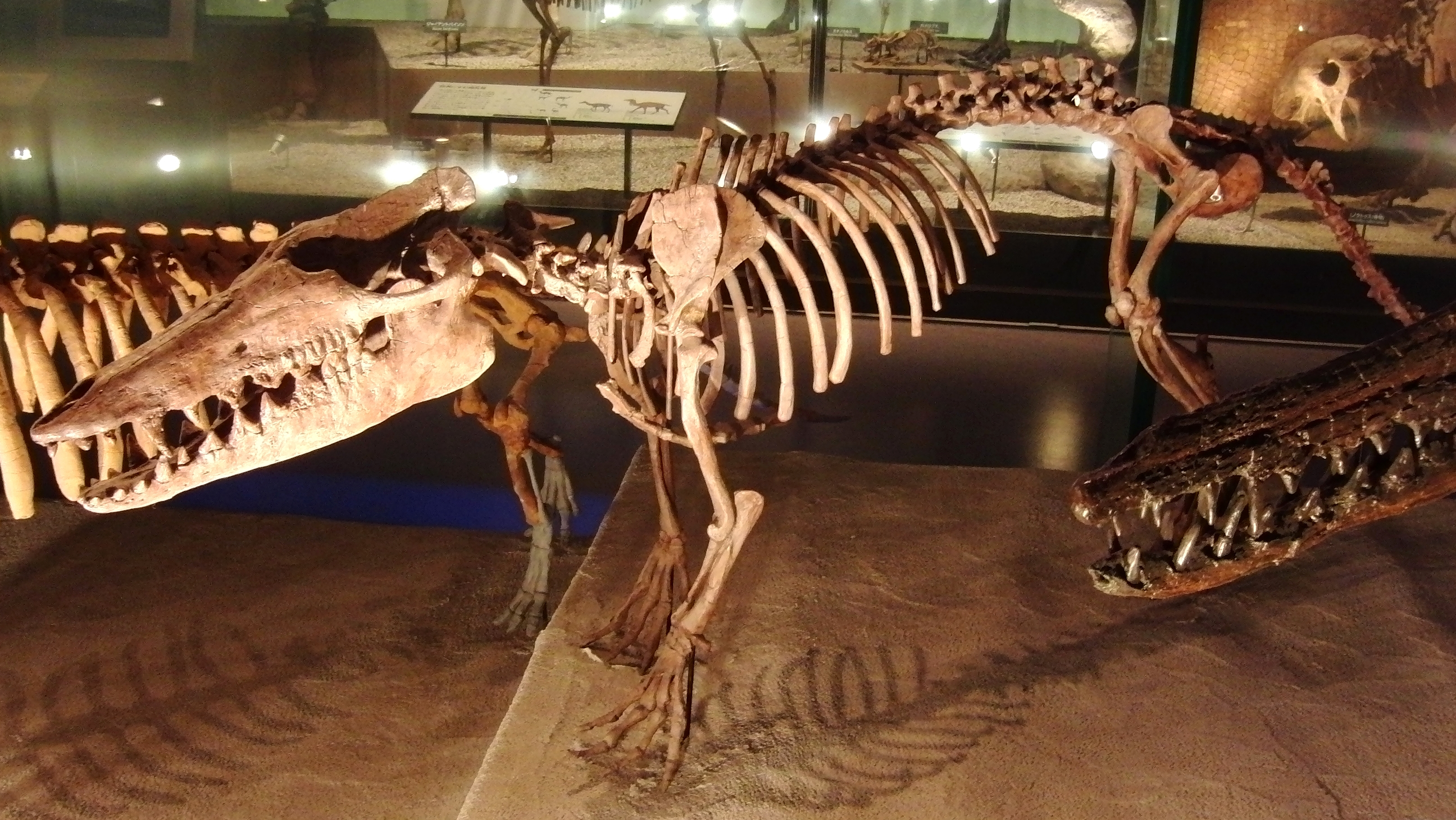
パキケトゥス・アトッキ（Pakicetus attocki）の骨格標本。国立科学博物館の展示。

学名（ラテン語）は、発見地「Pakistan（地名：パキスタン）」と、ギリシア語起源のラテン語「cetus（クジラ）」からなる合成語であり、「パキスタンの鯨」を意味する。

## 特徴

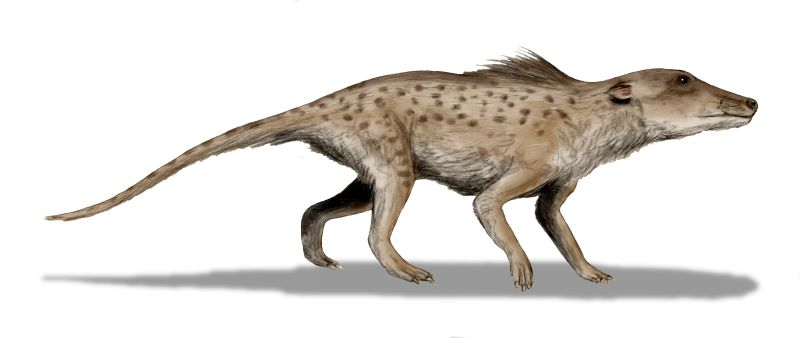
パキケトゥス・イナクスの復元図

パキケトゥスの生息当時この地域には遠浅のテティス海が広がっていた。高温・海進の時代にあって生物量の豊かな熱帯の海であったと考えられており、黎明期のクジラ類を大いに育んだ。

ただし、形態と化石標本の分析から、パキケトゥスの主たる生活圏は海中ではなく、水辺の乾燥した陸地にあったと考えられている。
本種は、四肢を持っていたころのクジラである。陸上で体を支えることが可能なしっかりとした四肢と蹄（ひづめ）を持った有蹄動物（偶蹄動物）であった。体の大きさはオオカミに匹敵する。長い尾を持ち、全体的に見てイヌの遠い親戚のような外観を想像される。その特徴は水生よりむしろ陸生の条件を多分に具えているが、目の位置が高いため水中に体を沈めても周囲を視認できるという特徴があり、半陸半水の生活を送っていたと推測されている。また、クジラ類固有の、距骨にある滑車状の構造および内耳の耳骨の際立った特徴や、臼歯の尖端の配列など形態学的特徴から、クジラ類に属し、その進化系統上の最初期の種であることが明らかになっている。パキケトゥスが後世のクジラ類の直接的祖先であるとの証明は困難であるが、このような動物、あるいは彼らの近縁種、もしくは同様の適応進化を辿ったものの中に直接的祖先動物がいると考えられる。

## 系統分類
パキケトゥス科は現在、パキケトゥス、ナラケトゥス、イクチオレステスの3属で構成されている。また、アンブロケトゥス科のヒマラヤケトゥスをパキケトゥス科に分類する説もある。パキケトゥス科からはアンブロケトゥス科が進化している。